# Igreja Nova e Cheleiros
Igreja Nova e Cheleiros (llamada oficialmente União das Freguesias de Igreja Nova e Cheleiros) es una freguesia portuguesa del municipio de Mafra, distrito de Lisboa.

## Historia
Fue creada el 28 de enero de 2013 en aplicación de una resolución de la Asamblea de la República de Portugal promulgada el 16 de enero de 2013 con la unión de las freguesias de Cheleiros y Igreja Nova, pasando su sede a estar situada en la antigua freguesia de Igreja Nova.

## Demografía
| Gráfica de evolución demográfica de Igreja Nova e Cheleiros entre 2011 y 2021 |
|                                                                               |
| Datos según el nomenclátor publicado por el INE portugués.                    |